# Monopyle subdimidiata
Monopyle subdimidiata là một loài thực vật có hoa trong họ Tai voi. Loài này được (Klotzsch & Hanst.) Mansf. mô tả khoa học đầu tiên năm 1935.